# Cimetière militaire français de Venafro
Le cimetière militaire français de Venafro est un cimetière militaire de la Seconde Guerre mondiale rassemblant les sépultures de 5 225 soldats de l'Armée française tués durant la Campagne d'Italie.

## Localisation
La cimetière militaire français est situé à la sortie nord-est de la municipalité de Venafro, le long de la route menant à Isernia.

## Contexte

### Campagne d'Italie
Le 10 juillet 1943 commence la campagne d'Italie, après la victoire en Afrique du Nord.
Churchill pensait que les Balkans, en tant que « ventre mou de l'Axe », constituaient un objectif idéal. Franklin Delano Roosevelt était quant à lui en faveur d'une attaque de front, c'est-à-dire par la voie la plus courte, en traversant la Manche au départ du Royaume-Uni, pour atteindre le cœur de l'Allemagne via le nord-ouest de la France. Finalement, Churchill réussit à convaincre le président américain de lancer une attaque en Italie pour l'été 1943.

### Le corps expéditionnaire français d'Italie
Le corps expéditionnaire français d'Italie, commandé par le général Juin, est un ensemble de quatre divisions militaires constituées en grande partie de soldats issus de l'Armée d'Afrique, qui de novembre 1943 à juillet 1944 combattent avec les Alliés lors de la campagne d'Italie, repoussant les forces allemandes d'une grande partie de la péninsule.
Le CEF s'est particulièrement illustré au cours de la bataille du Monte Cassino lors de la percée de la ligne Gustave en mai 1944 qui permit aux Alliés de reprendre leur progression vers Rome, interrompue depuis janvier 1944.

## Histoire
La commune de Venafro est devenu le quartier-général français et un centre allié important lors des combats de novembre 1943 à mai 1944. Un cimetière temporaire, notamment pour les hommes de la 2e division d'infanterie marocaine, est établie sur la commune de Roccaravindola. Venafro voit la création d'un autre cimetière temporaire pour la 3e division d'infanterie algérienne. À la fin de la guerre, 55 cimetières temporaires français sont réparties en Italie et 2 000 corps sont enterrés de manière dispersée. Il est décidé de regrouper l'ensemble des corps dans trois nécropoles militaires : à Naples, à Rome et à Venafro.
Une direction des travaux de cimetière est créée, regroupant les services de l'état civil, les services des sépultures de guerre ainsi que le service des travaux du génie. Il est proposé aux familles le rapatriement des corps en France. Octobre 1944 voit les premières exhumations de corps. Le cimetière de Naples, à Miano, est le premier terminé en novembre 1945. Les travaux du cimetière de Venafro commencent la même année, tandis que ceux du cimetière de Rome ne commencent qu'en 1947.
Les 1er et 2 novembre 1946 voient l'inauguration des cimetières de Miano et de Venafro par le général Juin. Le cimetière de Rome est inauguré en novembre 1947.
En 1989, l'état du cimetière de Miano se dégrade. Il est qualifié de « lamentable faute d'entretien ». Il est décidé de transférer les sépultures au cimetière de Venafro. Le transfert est effectué en 1990-1991. Le terrain du cimetière de Miano est rétrocédé à la ville de Naples.

## Tombes
Selon le Secrétariat d'État aux anciens combattants, le cimetière de Venafro compte 5225 sépultures (dont 3130 stèles musulmanes, 1448 stèles chrétiennes). Ce nombre rassemble les 3 376 tombes de Venafro ainsi que les 1 849 tombes du cimetière de Miano qui ont été transférées à Venafro en 1991.
Certaines tombes sont In Memoriam, les corps ayant été exhumés et enterrés dans le pays d'origine du soldat selon le souhait de leur famille. Les tombes In Memoriam du cimetière de Miano n'ont pas été transférée, mais le nom des soldats se trouvent sur 4 plaques commémoratives.

## Architecture
Le cimetière est composé en deux espaces principaux. Le premier espace rassemble les tombes des soldats chrétiens. Au centre se tient une chapelle et deux bâtiments rassemblant les documents relatifs au cimetière et la liste des tombes. Le second espace principal rassemble les tombes des soldats musulmans, rassemblées autours d'un minaret.
Au fond du cimetière se trouvent les emplacements des tombes de soldats juifs et animistes.